# Tous (kommunhuvudort)
Tous är en kommunhuvudort i Spanien.   Den ligger i provinsen Província de València och regionen Valencia, i den östra delen av landet, 300 km sydost om huvudstaden Madrid. Tous ligger 98 meter över havet och antalet invånare är 1 114.
Terrängen runt Tous är kuperad västerut, men österut är den platt. Terrängen runt Tous sluttar österut. Runt Tous är det tätbefolkat, med 257 invånare per kvadratkilometer. Närmaste större samhälle är Alzira, 13,3 km öster om Tous. Omgivningarna runt Tous är en mosaik av jordbruksmark och naturlig växtlighet.